# François Fontan
Pour les articles homonymes, voir Fontan.
François Fontan, né le 7 février 1929 à Paris et mort le 19 décembre 1979 à Coni, est un penseur politique français occitaniste.
Il est le fondateur du Parti nationaliste occitan.

## Biographie

### Enfance et formation
François Fontan naît en 1929 dans une famille d’origine gasconne.
Il suit des cours à l’École des langues orientales à Paris ou à l’Institut d'études politiques de Toulouse.

### Parcours politique
Au printemps 1959, il fonde le Parti nationaliste occitan.
À partir de 1962, François Fontan est entré en correspondance avec le professeur Guy Héraud.
Dans les années 1970, il propose l'ajout d'une étoile à sept branches en haut du drapeau à la croix occitane, du côté opposé au mât.
Cette étoile à sept branches est censée représenter l'unité occitane et l'aspect décentralisé, fédéraliste ou confédéraliste du projet occitaniste évoquant ses sept régions historiques: la Gascogne, la Guyenne, le Languedoc, le Limousin, l'Auvergne, le Dauphiné et la Provence. De plus, l'étoile à 7 branches est aussi une référence au Félibrige qui a choisi Sainte Estelle (dérivé de estèla soit étoile en occitan) comme saint patron.

### Décès
Il meurt le 19 décembre 1979.

## Prises de position

### Ethnies
Il théorise ce qui est appelé l'ethnisme ou l'humanisme scientifique. Cette pensée politique accorde un rôle historique fondamental aux ethnies, regroupements humains distingués principalement par leur particularité linguistique.
Dans les années 1950, il utilise la notion d'ethnisme pour désigner une théorie politique alors adoptée par une fraction du mouvement occitaniste.

### Nation
Selon François Fontan, la nation repose sur des facteurs ethniques et linguistique, il note cependant une pluralité de définitions :
- La définition étatiste : elle se contente d'enregistrer et de valoriser les résultats de rapports de force momentanés, c'est-à-dire identifie la nation à l'état. Elle ne repose sur aucune base scientifique, mais seulement sur un fait de domination momentanée que ces conceptions là tendent à valoriser. Entre également dans cette définition la valorisation d'un état qui n'existe plus actuellement, mais qui a été autrefois, ce qui n'est bien sûr pas plus scientifique (par exemple, l'idée d'une nation Bretonne comprenant Rennes et Nantes, souvenir d'un ancien état breton)[10].
- La définition volontariste : c'est la définition de la philosophie libérale démocratique bourgeoise qui a été exprimée le mieux par Renan : c'est-à-dire, une nation c'est l'ensemble des gens qui veulent vivre ensemble. Cela serait vu comme illusoire dans la mesure où l'on prend la volonté des gens comme quelque chose de non déterminé par des causes objectives, précises, analysables. Les gens seraient animés de cette volonté de vivre ensemble. Fontan voit cette définition comme purement subjective et pré-scientifique[10].
- La définition ethniste : la nation serait l'ensemble des hommes parlant, ou ayant parlé une même langue, c'est-à-dire entre lesquels existe l'intercompréhension provenant de similitudes phonologiques, grammaticales et lexicales, comme le serbo-croate ou les langues tchécoslovaques[9],[11].

Pour François Fontan, certaines nations se retrouvent divisées :
« Il est évident que la Pologne a pu pendant des siècles avoir une économie féodale, puis être coupée en trois marchés "nationaux" pendant tout le XIXe siècle, et n'a cependant pas attendu 1918 pour former une des nations les plus vigoureuses d'Europe.
Si l'ont mettait "unité de planification" au lieu de "marché national", il n'y aurait plus alors qu'une seule nation en U.R.S.S., tandis que l'Allemagne orientale et l'Azerbaidjan soviétique seraient des nations différentes de l'Allemagne occidentale et l'Azerbaidjan annexé à l'état persan.
Il existe des états nationaux et des états uniquement de classe. Un état est toujours l'expression des intérêts d'une ou de plusieurs classes d'une certaine nation. Mais il est également, ou n'est pas, l'expression de la conscience qu'à un peuple d'appartenir à une communauté culturelle et l'expression des intérêts de ce peuple vis-à-vis des autres peuples. Par exemple l'état luxembourgeois est simplement l'organe d'une fraction locale de la bourgeoisie allemande qui estime avoir intérêt à conserver un état particulier. Le Pakistan exprime uniquement les interets des grands propriétaires fonciers et d'une caste cléricale, conjugués avec ceux de la bourgeoisie impérialiste anglo-américaine.
L'état est le produit de rapports de force entre nations, entre classes. Même stable, comme le sont ou l'ont étaient la Suisse, l'Autriche-Hongrie, l'U.R.S.S., Monaco, l'Uruguay, l'état n'est pas un indice permanent de la nation. »
— François Fontan, Les principes de l'ethnisme par François Fontan.